# Tadesse Abraham
Tadesse Abraham (* 12. August 1982 in Asmara, Eritrea) ist ein schweizerischer Langstreckenläufer eritreischer Herkunft, der in Genf und Uster lebt und für den LC Uster startet. Mit seiner Bestzeit von 2:04:40 h beim Valencia-Marathon 2024 hält er den Schweizer Rekord im Marathon.

## Sportlicher Werdegang
Nach Siegen auf der Halbmarathonstrecke des Winterthur-Marathons sowie des Lausanne-Marathons 2004, beim Grand Prix von Bern 2005 und beim Hallwilerseelauf sowie der Corrida Bulloise 2008 hatte er 2009 seinen internationalen Durchbruch: Zunächst wurde er am 4. April Elfter beim Berliner Halbmarathon, und drei Wochen später gewann er bei seinem Debüt auf der Volldistanz den Zürich-Marathon in 2:10:09 h. Einem zweiten Platz beim Gyeongju International Marathon in 2:11:11 h folgte zum Saisonabschluss ein Sieg beim Zürcher Silvesterlauf.
2010 wurde er Dritter beim Biwa-See-Marathon.
Im März 2013 errang er in Uster den Tagessieg im Rahmen der Schweizer Meisterschaften im 10-km-Strassenlauf. Er verbesserte dabei seine persönliche Bestzeit über diese Distanz auf 28:28 min. Im April 2013 gewann er zum zweiten Mal den Zürich-Marathon mit der schnellsten je auf Schweizer Boden gelaufenen Zeit über diese Distanz.
Im Juni 2014 wurde Abraham in der Schweiz eingebürgert, nachdem er bereits seit über zehn Jahren in dem Land gelebt hatte und seit über drei Jahren mit einer Schweizerin verheiratet war. So stand ihm die Teilnahme an den Europameisterschaften in Zürich offen, wo er in 2:15:05 h den 9. Platz im Marathonlauf belegte.
Am 20. März 2016 verbesserte er beim Seoul International Marathon den Schweizer Rekord auf 2:06:40 h. Zum Europarekord fehlten ihm nur vier Sekunden. Am 10. Juli 2016 wurde er in Amsterdam mit einer Zeit von 1:02:03 h Europameister im Halbmarathonlauf. Im November belegte der damals 35-Jährige im New-York-City-Marathon nach 2:12:01 h den fünften Rang.
2018 erreichte er beim Biwa-See-Marathon das Ziel nicht. Bei den Europameisterschaften in Berlin kam Abraham auf den zweiten Platz hinter dem Belgier Koen Naert und gewann die Silbermedaille. Sechs Wochen später siegte er zum fünften Mal beim Greifenseelauf.
Beim Dubai-Marathon 2019 belegte er in 2:09:50 h den 10. Rang.
Im Juni 2020 wurde er in 29:17,70 min Schweizer Meister über 10'000 m Bahn.
Am 24. September 2023 verbesserte er beim Berlin-Marathon den Schweizer Rekord auf 2:05:10 h und stellte damit einen Weltrekord in der Master-Weltrekord in der Kategorie M40 von Läufern über 40 Jahren auf. Nachdem zwischenzeitlich Kenenisa Bekele den Masters-Weltrekord auf 2:04:19 h verbessert hatte, steigerte Abraham am 10. März 2024 beim Barcelona-Marathon seine eigene Bestzeit auf 2:05:01 h. Er gewann zudem das Rennen mit einem neuen Streckenrekord und Landesrekord.
Er ist 1,78 m gross und wiegt 61 kg.

## Persönliche Bestzeiten
- 10-km-Strassenlauf: 28:27 min, 23. März 2013, Uster
- Halbmarathon: 59:53 min, 18. September 2022, Kopenhagen
- Marathon: 2:04:40 h, 1. Dezember 2024, Valencia (Schweizer Rekord)